# Réserve écologique J.-Clovis-Laflamme
La réserve écologique J.-Clovis-Laflamme est une réserves écologiques du Québec située à Sainte-Hedwidge et à Lac-Ashuapmushuan au Saguenay–Lac-Saint-Jean.  Ce territoire de 10 km2 protège des écosystèmes représentatifs des hautes collines de la rivière Trenche.  Elle est caractérisée des jeunes forêts marquées par des incendies de forêt. On y retrouve aussi une forêt plus ancienne d'épinette blanche. Elle a été créée en 1991.

## Toponymie
Le nom de la réserve honore L'abbé Joseph-Clovis-Kemner Laflamme (1849-1910), pionnier de la géologie au Québec. Il a enseigné à l'université Laval et a publié de nombreux travaux sur les tremblements de terre et sur les régions de Charlevoix et du Saguenay-Lac-Saint-Jean.

## Géographie
La réserve écologique J.-Clovis-Laflamme est située à 30 km au sud-ouest de Roberval. Elle a une superficie de 1 015 ha. Elle est située sur le territoire de la municipalité de Sainte-Hedwidge et le territoire non organisé de Lac-Ashuapmushuan. Elle est enclavée dans la zec de la Lièvre. De plus, elle partage ses limites avec la réserve de biodiversité des Buttes-et-Buttons-du-Lac-Panache, les deux ensemble formant un noyau de conservation de près de 140 km2.
Le relief de la réserve est ondulé au nord-est pour s'accentuer vers le sud-ouest pour culminer à près de 470 m. Le substrat rocheux est composé majoritairement de migmatite d'origine précambrienne. Ces roches sont recouvertes de till, généralement épais dans le bas des pentes et mince sur les sommets. Les sols sont généralement bien drainé.

## Flore
La végétation de la réserve est dominée par des forêts de pin gris (Pinus banksiana), d'épinette noire (Picea mariana), de bouleau à papier (Betula papyrifera) et de peuplier faux-tremble (Populus tremuloides). Les forêts actuelles son relativement jeunes (entre 30 et 50 ans), le feu ayant grandement marqué le territoire. Quelques secteurs ont été épargnés, on y retrouve la pessière blanche à épinette rouge et sapin, qui forme une forêt âgée de plus de 80 ans.

## Faune
Les nombreux lacs, ruisseaux et milieux humides offrent des conditions favorables à la faune. On y rencontre fréquemment l'orignal (Alces americanus), le lièvre d'Amérique (Lepus americanus) et la gélinotte huppée (Bonasa umbellus).

## Histoire
La réserve écologique J.-Clovis-Laflamme a été créée par décret le 9 octobre 1991.